# Котяча акула новозеландська
Котяча акула новозеландська (Apristurus exsanguis) — акула з роду Чорна котяча акула родини Котячі акули. Інші назви «бліда чорна котяча акула», «в'яла котяча акула», «глибоководна чорна котяча акула».

## Опис
Загальна довжина досягає 90,8 см. Голова витягнута. Морда сплощена, лопатоподібна. Очі невеликі, овальні. Ніздрі розташовані на нижній частині морди під кутом одна до одної, мають великий діаметр, що перевищує відстань між ніздрями. Рот широкий, зігнутий. Зуби дрібні, в кутах рота — гребнеподібні. У неї 5 пар коротких зябрових щілин. Тулуб щільний. Кількість витків спірального клапана шлунка становить 12-15. Грудні плавці помірного розміру, з округлими кінчиками, на задньому крає є глибокі вирізи, що надає плавцям прямокутну форму. Має 2 маленькі спинні плавці. Вони однакового розміру, розташовані ближчі до хвостового плавця. Анальний плавець широкий, тягнеться від черевних плавців до хвостового.
Забарвлення коливається від блідо-сірого до блідо-коричневого.

## Спосіб життя
Тримається на глибинах від 573 до 1200 м, континентального шельфу. Це малорухлива, малоактивна акула. Живиться невеликими костистими рибами, креветками та іншими донними безхребетними.
Статева зрілість настає при розмірах 65-70 см. Це яйцекладна акула. Самиця відкладає 2 яйця темно-коричневого кольору завдовжки 6 см, завширшки 3 см. Вони мають тверду оболонку, рогові виступи з довгими спіральними вусиками, якими чіпляються до дна.
М'ясо їстівне, проте акула не є об'єктом промислового вилову.

## Розповсюдження
Мешкає біля узбережжя Нової Зеландії, біля островів Трьох Королів, плато Кемпбелл.